# Світле (Кам'янський район)
Світле — селище в Україні, в Кам'янському районі Дніпропетровської області. Входить до складу Кам'янської міської громади. Населення становить 397 осіб.

## Географія
Селище Світле розташоване на відстані 2 км від міста Кам'янське та селища Карнаухівка. По селищу протікає пересохлий струмок  Розсоловата балка із загатою ставка-відстійника ДніпроАзоту.

## Історія
Селище  засноване у 1970-ті роки як поселення працівників місцевої птахофабрики.
До 2019 року було підпорядковане Карнаухівській селищній раді.

## Населення
За переписом населення України 2001 року в селищі мешкало 395 осіб.

### Мова
Розподіл населення за рідною мовою за даними перепису 2001 року:
| Мова            | Відсоток |
| --------------- | -------- |
| українська      | 77,6 %   |
| російська       | 21,4 %   |
| інші/не вказали | 1 %      |

## Економіка
- Кам'янська птахофабрика.
- Склади НЗ В/Ч 83640.